# Pisa Sporting Club 1978-1979
Questa voce raccoglie le informazioni riguardanti il Pisa Sporting Club nelle competizioni ufficiali della stagione 1978-1979.

## Stagione
Nel 1978 si aprì una nuova era per il calcio pisano: la società fu acquistata dal triestino Romeo Anconetani che divenne subito famoso come "ammazza-allenatori" ma anche come grande talent scout. Nel campionato 1978-79, nella neonata Serie C1, Romeo alternò alla guida del Pisa ben tre tecnici: Giampiero Vitali, Gianni Seghedoni e infine Pier Luigi Meciani che portò i neroazzurri, trascinati da Claudio Di Prete e Giorgio Barbana, a conquistare la Serie B dopo sette anni. Da ricordare la trasferta di Pagani, nell'ultima giornata, dove il Pisa fu seguìto da oltre 2.000 tifosi e si impose per 1 a 0.

## Rosa
| N. |                   | Ruolo | Calciatore         |
| -- | ----------------- | ----- | ------------------ |
|    | Italia (bandiera) | P     | Alessandro Mannini |
|    | Italia (bandiera) | P     | Walter Ciappi      |
|    | Italia (bandiera) | P     | Paolo Dolfi        |
|    | Italia (bandiera) | D     | Gianluca Signorini |
|    | Italia (bandiera) | D     | Stefano Biagini    |
|    | Italia (bandiera) | D     | Emer Franceschi    |
|    | Italia (bandiera) | D     | Renato Miele       |
|    | Italia (bandiera) | D     | Sergio Dariol      |
|    | Italia (bandiera) | D     | Marco Capon        |
|    | Italia (bandiera) | D     | Fabrizio Rapalini  |
|    | Italia (bandiera) | C     | Giuseppe Cecchini  |

| N. |                   | Ruolo | Calciatore                 |
| -- | ----------------- | ----- | -------------------------- |
|    | Italia (bandiera) | C     | Paolo Girardi              |
|    | Italia (bandiera) | C     | Enrico Cannata             |
|    | Italia (bandiera) | C     | Piero Bencini              |
|    | Italia (bandiera) | C     | Patrizio Marchi            |
|    | Italia (bandiera) | C     | Patrizio Minozzi           |
|    | Italia (bandiera) | C     | Giorgio Barbana (capitano) |
|    | Italia (bandiera) | A     | Giovanni Ziviani           |
|    | Italia (bandiera) | A     | Fabio Chiappini            |
|    | Italia (bandiera) | A     | Claudio Di Prete           |
|    | Italia (bandiera) | A     | Tiziano Quarella           |

## Risultati

### Serie C1

#### Girone di andata
| 1º ottobre 1978 1ª giornata | Pro Cavese | 1 – 0 | Pisa |  |

| 8 ottobre 1978 2ª giornata | Pisa | 2 – 1 | Turris |  |

| 15 ottobre 1978 3ª giornata | Empoli | 2 – 2 | Pisa |  |

| 22 ottobre 1978 4ª giornata | Pisa | 1 – 0 | Teramo |  |

| 29 ottobre 1978 5ª giornata | Pisa | 1 – 0 | Matera |  |

| 5 novembre 1978 6ª giornata | Arezzo | 2 – 0 | Pisa |  |

| 12 novembre 1978 7ª giornata | Pisa | 3 – 2 | Lucchese |  |

| 19 novembre 1978 8ª giornata | Latina | 1 – 1 | Pisa |  |

| 26 novembre 1978 9ª giornata | Pisa | 1 – 1 | Benevento |  |

| 3 dicembre 1978 10ª giornata | Livorno | 0 – 1 | Pisa |  |

| 10 dicembre 1978 11ª giornata | Pisa | 0 – 0 | Reggina |  |

| 17 dicembre 1978 12ª giornata | Salernitana | 1 – 2 | Pisa |  |

| 30 dicembre 1978 13ª giornata | Barletta | 0 – 0 | Pisa |  |

| 7 gennaio 1979 14ª giornata | Pisa | 2 – 1 | Chieti |  |

| 14 gennaio 1979 15ª giornata | Pisa | 1 – 0 | Campobasso |  |

| 21 gennaio 1979 16ª giornata | Catania | 3 – 1 | Pisa |  |

| 28 gennaio 1979 17ª giornata | Pisa | 1 – 0 | Paganese |  |

#### Girone di ritorno
| 4 febbraio 1979 18ª giornata | Pisa | 4 – 0 | Pro Cavese |  |

| 11 febbraio 1979 19ª giornata | Turris | 0 – 0 | Pisa |  |

| 18 febbraio 1979 20ª giornata | Pisa | 1 – 1 | Empoli |  |

| 25 febbraio 1979 21ª giornata | Teramo | 0 – 0 | Pisa |  |

| 4 marzo 1979 22ª giornata | Matera | 2 – 0 | Pisa |  |

| 11 marzo 1979 23ª giornata | Pisa | 2 – 1 | Arezzo |  |

| 25 marzo 1979 24ª giornata | Lucchese | 0 – 1 | Pisa |  |

| 1º aprile 1979 25ª giornata | Pisa | 1 – 0 | Latina |  |

| 8 aprile 1979 26ª giornata | Benevento | 1 – 0 | Pisa |  |

| 22 aprile 1979 27ª giornata | Pisa | 0 – 1 | Livorno |  |

| 29 aprile 1979 28ª giornata | Reggina | 0 – 1 | Pisa |  |

| 6 maggio 1979 29ª giornata | Pisa | 1 – 0 | Salernitana |  |

| 13 maggio 1979 30ª giornata | Pisa | 1 – 1 | Barletta |  |

| 20 maggio 1979 31ª giornata | Chieti | 0 – 0 | Pisa |  |

| 27 maggio 1979 32ª giornata | Campobasso | 2 – 0 | Pisa |  |

| 3 giugno 1979 33ª giornata | Pisa | 2 – 1 | Catania |  |

| 9 giugno 1979 34ª giornata | Paganese | 0 – 1 | Pisa |  |

## Statistiche

### Statistiche di squadra
| Competizione                    | Punti | In casa | In casa | In casa | In casa | In casa | In casa | In trasferta | In trasferta | In trasferta | In trasferta | In trasferta | In trasferta | Totale | Totale | Totale | Totale | Totale | Totale | DR |
| Competizione                    | Punti | G       | V       | N       | P       | Gf      | Gs      | G            | V            | N            | P            | Gf           | Gs           | G      | V      | N      | P      | Gf     | Gs     | DR |
| ------------------------------- | ----- | ------- | ------- | ------- | ------- | ------- | ------- | ------------ | ------------ | ------------ | ------------ | ------------ | ------------ | ------ | ------ | ------ | ------ | ------ | ------ | -- |
| Serie C1                        | 44    | 17      | 12      | 4       | 1       | 24      | 10      | 17           | 5            | 6            | 6            | 10           | 15           | 34     | 17     | 10     | 7      | 34     | 25     | +9 |
| Coppa Italia Semiprofessionisti | -     | 5       | 3       | 1       | 1       | 10      | 9       | 5            | 2            | 2            | 1            | 7            | 8            | 10     | 5      | 3      | 2      | 17     | 17     | 0  |
| Totale                          | -     | 22      | 15      | 5       | 2       | 34      | 19      | 22           | 7            | 8            | 7            | 17           | 23           | 44     | 22     | 13     | 9      | 51     | 42     | +9 |